# Linzertorte

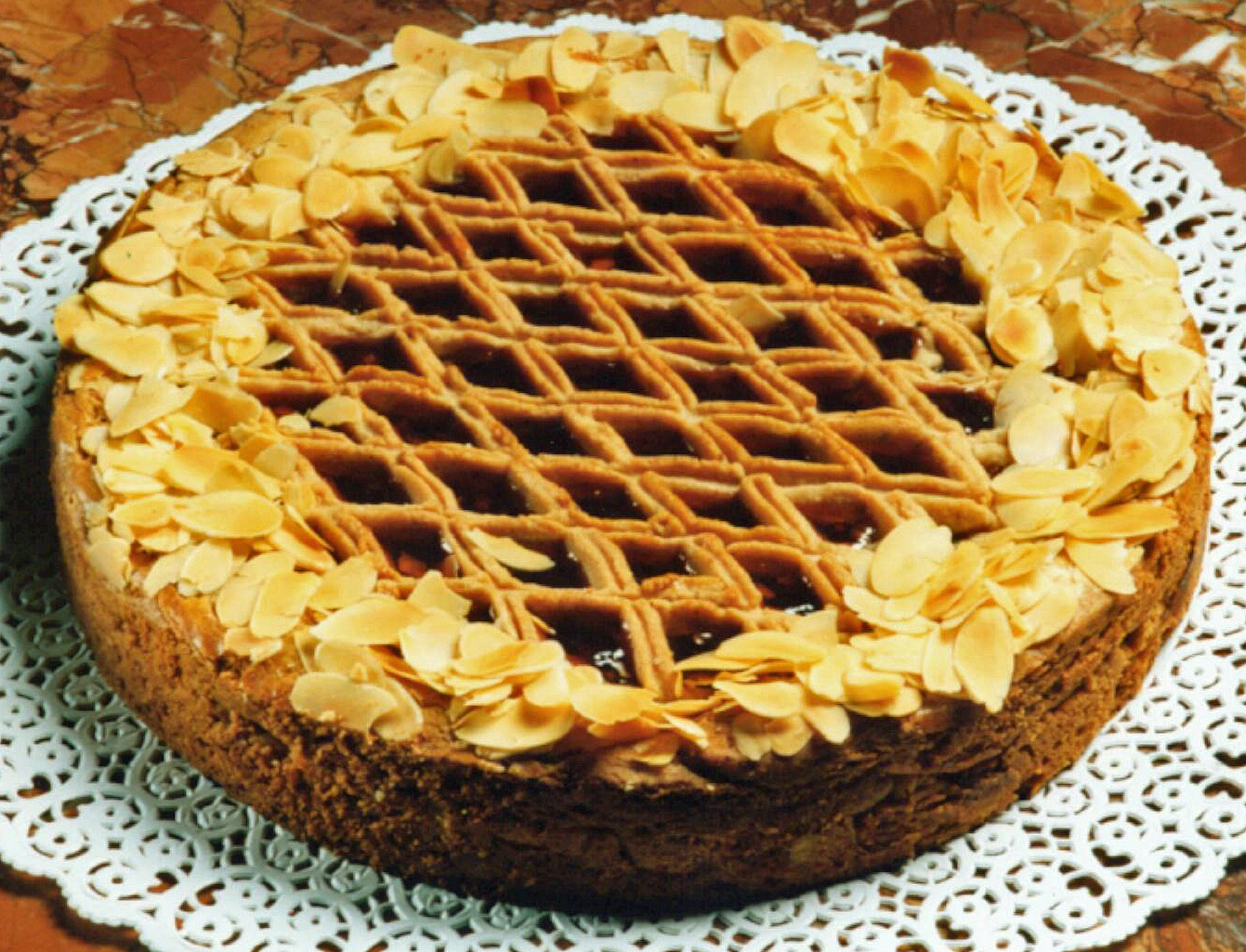
Linzertorte

Linzertorte ou Linzer torte (tarte de Linz) é um doce típico da culinária da Áustria, especialmente popular durante o Natal, com uma história conhecida desde há vários séculos. É uma tarte feita com massa que inclui nozes ou avelãs moídas e um recheio doce, normalmente doce de bagas silvestres (groselha ou framboesa), mas também pode ser de alperce ou outro.
Para fazer a massa, misturam-se nozes ou avelãs moídas com açúcar, farinha de trigo, canela, cravinho, sal e ovos, até que se possa tender. Fazer um disco, cobrir e refrigerar durante pelo menos uma hora. Cobrir uma forma de tartes com uma parte da massa e encher de doce, deixando um espaço no topo. Com o resto da massa, fazer tiras ou rolinhos, que se colocam sobre o jam, formando uma rede; deixar uma parte da massa para fazer uma bordadura e fechar a tarte. Pincelar a rede de massa com gema de ovo misturada com água. Assar no forno quente, até a massa ficar dourada. Normalmente, é servida no dia seguinte, uma vez que a massa se torna mais macia com o tempo.
Algumas variantes incluem a raspa da casca de limão ou cacau misturados na massa. O doce do recheio pode também variar, como já foi mencionado e pode ser confecionado na altura, cozendo o puré da fruta com açúcar e sumo de limão. A borda da tarte pode também ser ornamentada com amêndoas ou avelãs cortadas em fatias finas, antes de colocar no forno.